# Cho Yeo-jeong
Đây là một tên người Triều Tiên, họ là Cho.
Cho Yeo-jeong (tiếng Hàn: 조여정; sinh ngày 10 tháng 2 năm 1981) là một nữ diễn viên người Hàn Quốc. Cô được khán giả quốc tế biết đến với vai diễn Bà Park trong Ký sinh trùng (2019) bộ phim châu Á đầu tiên đạt giải Oscar tại hạng mục phim hay nhất. Cô cũng được biết đến với những vai chính trong các bộ phim điện ảnh như Người hầu (2010), Hậu cung (2012) và vai chính trong bộ phim truyền hình Khát Khao Hạnh Phúc (2011).

## Cuộc sống và sự nghiệp
Cho Yeo-jeong sinh ra ở Seoul, Hàn Quốc. Cô ra mắt với tư cách là cô gái trang bìa của Tạp chí CeCi ở tuổi 16 vào năm 1997, cô bắt đầu tích cực tham gia diễn xuất vào năm 1999. Mặc dù xuất hiện trong khá nhiều trong các bộ phim truyền hình, video âm nhạc và quảng cáo truyền hình sau đó, cô vẫn không được khán chú ý tới. Trong khoảng thời gian này, cô cảm thấy chưa hài lòng về những vai diễn mà mình tham gia.
Sau đó, Cho đã tạo được tiếng vang vào năm 2010 với vai chính là người phụ nữ đầy tham vọng Joseon có thân phận người hầu nghèo hèn trong bộ phim Người hầu. Bộ phim được xếp hạng R, phim được chuyển thể từ câu chuyện dân gian nổi tiếng của Hàn Quốc Xuân Hương truyền, đã bị một số nữ diễn viên từ chối vì nó chứa quá nhiều cảnh sex. Tuy nhiên, Cho đã tận dụng cơ hội và đó hóa ra đây chính là bước đệm rất lớn trong sự nghiệp của cô. Khi bộ phim được phát hành, Cho đã thoát thành công khi trở thành "một gương mặt xinh đẹp" khác trong làng giải trí Hàn Quốc.
Năm 2013, Cho vướng vào một vụ tranh chấp hợp đồng công khai khi cô ký hợp đồng mới với Bom Entertainment trong khi hợp đồng của cô với Didim531 vẫn còn hiệu lực. Hiệp hội Quản lý Giải trí Hàn Quốc đề nghị Cho tránh làm việc với cả hai công ty và sau đó cô gia nhập Neos Entertainment vào năm 2014.
Năm 2014 cô tham gia đóng chính cho hai bộ phim, cô tái hợp với đạo diễn Kim Dae-woo (Người hầu) trong một bộ phim về thời kỳ khiêu dâm, bộ phim lấy bối trong chiến tranh Việt Nam. Cùng năm, cô cũng đóng vai một người vợ bị bắt cóc trong bộ phim Đổi mạng, một phiên bản làm lại của phim hành động kinh dị Point Blank của Pháp.
Năm 2019 đánh dấu sự thành công vượt bậc của cô trên đấu trường quốc tế, cô tham gia đóng chính trong bộ phim Ký sinh trùng của đạo diễn Boong Joon-ho, bộ phim nói về 2 tầng lớp giàu nghèo trong xã hội hiện đại. Bộ phim đã giành được giải Oscar và Cành Cọ Vàng, bộ phim đã tạo tiếng vang lớn trong ngành điện ảnh châu Á.

## Phim

### Phim điện ảnh
| Năm  | Tiêu đề                         | Vai diễn                |
| ---- | ------------------------------- | ----------------------- |
| 2002 | A Perfect Match                 | Min-ah                  |
| 2006 | Vampire Cop Ricky               | Yeon-hee                |
| 2010 | Người hầu                       | Chun-hyang              |
| 2012 | Hậu cung                        | Shin Hwa-yeon           |
| 2014 | Đổi mạng                        | Jung Hee-joo            |
| 2014 | Ám ảnh                          | Lee Sook-jin            |
| 2015 | Casa Amor: Exclusive for Ladies | Baek Bo-hee             |
| 2019 | Ký sinh trùng                   | Choi Yeon-gyo/Mrs. Park |

### Phim truyền hình
| Năm  | Tiêu đề                                 | Vai diễn                 | Kênh |
| ---- | --------------------------------------- | ------------------------ | ---- |
| 1999 | How Am I?                               |                          | SBS  |
| 1999 | Last War                                |                          | MBC  |
| 1999 | You Don't Know My Mind                  | Yang Mi-ri               | MBC  |
| 2000 | Roll of Thunder                         |                          | KBS1 |
| 2002 | The Rustic Period                       | Ae-ran                   | SBS  |
| 2002 | Jang Hee-bin                            | Kim Yeong-bin            | KBS2 |
| 2003 | South of the Sun                        | Noh Hye-in               | SBS  |
| 2003 | A Problem at My Younger Brother's House | Oh Dan-bi                | SBS  |
| 2004 | Terms of Endearment                     | Na Ae-ri                 | KBS2 |
| 2004 | I'm From Chosun                         | Lee Han-sol              | MBC  |
| 2006 | So In Love                              | Lee Sun-joo              | MBC  |
| 2008 | War of Money: The Original              | Choi Ji-in               | tvN  |
| 2009 | The Road Home                           | Jang Mi-ryung            | KBS1 |
| 2009 | Hometown Legends "Myo-jeong's Pearl"    | So-won                   | KBS2 |
| 2011 | I Need Romance                          | Sunwoo In-young          | tvN  |
| 2012 | Lovers of Haeundae                      | Go So-ra                 | KBS2 |
| 2015 | Chuyện tình nàng luật sư                | Go Cheok-hee             | SBS  |
| 2016 | Baby Sitter                             | Lee Sang-won's wife      | KBS2 |
| 2016 | Mây họa ánh trăng                       | (khách mời)              | KBS2 |
| 2017 | Nàng vợ xuất chúng                      | Lee Eun-hee              | KBS2 |
| 2019 | Beautiful World                         | Seo Eun-joo              | JTBC |
| 2019 | Woman of 9.9 Billion                    | Jeong Seo-yeon           | KBS2 |
| 2020 | If You Cheat, You Die                   | Kang Yeo-ju novel writer | KBS2 |

### TV Show
| Year | Title                                      | Network   | Notes                   |
| ---- | ------------------------------------------ | --------- | ----------------------- |
| 1997 | Ppo Ppo Ppo (Kiss Kiss Kiss)               | MBC       | Host                    |
| 2001 | 21st Century Committee                     | KBS2      | Cast member             |
| 2001 | Fairyland Ggumdongsan                      | KBS2      | Host                    |
| 2003 | Soulmates                                  | MBC       | Cast member             |
| 2008 | We Got Married - Season 1                  | MBC       | paired with Lee Hwi-jae |
| 2010 | Girls on Top - Season 2                    | MTV Korea | Host                    |
| 2010 | Fox's Butler                               | MBC       | Cast member             |
| 2011 | O'live Beauty On-Air                       | O'live    | Host                    |
| 2013 | Law of the Jungle in Caribbean/Maya Jungle | SBS       | Cast member             |
| 2019 | Surfing House                              | JTBC      | Cast member             |

## Video âm nhạc
| Năm  | Bài hát              | Nghệ sĩ                          | Vai diễn |
| ---- | -------------------- | -------------------------------- | -------- |
| 2011 | "Even Now" (난 좋아) | Sung Si-kyung                    | Nữ chính |
| 2019 | "Fever"              | J. Y. Park feat. Superbee & BIBI | Nữ chính |

## Sân khấu ca nhạc
| năm  | Tiêu đề | Vai diễn |
| ---- | ------- | -------- |
| 2005 | Grease  | Sandy    |

## Đĩa nhạc
| Năm  | Tên bài hát     | Nghệ sĩ | Notes                                     |
| ---- | --------------- | --- | ----------------------------------------- |
| 2011 | "Aegyo (Charm)" | Jo Yeo-jeong và Kim Jeong-hoon                                                                                 | Nhạc phim của I Need Romance OST          |
| 2011 | "Winter Story"  | Jo Yeo-jeong, Park Si-hoo, Park Si-yeon, Nam Gyu-ri, Jo Dal-hwan, Ryohei Otani, Choi Sung-joon và Jung Woo-jin | Eyagi Entertainment Christmas 2011 single |

## Sách
| Năm  | Tiêu đề        | Nhà xuất bản | ISBN               |
| ---- | -------------- | ------------ | ------------------ |
| 2013 | Healing Beauty | Paper Book   | ISBN 9788997148295 |

## Giải thưởng và đề cử
| Năm  | Giải thưởng                                       | Thể loại                                              | Đề cử                                      | Kết quả    | Chú thích.    |
| ---- | ------------------------------------------------- | ----------------------------------------------------- | ------------------------------------------ | ---------- | ------------- |
| 2010 | 14th Puchon International Fantastic Film Festival | Fantasia Award                                        | —                                          | Đoạt giải  |               |
| 2010 | 47th Grand Bell Awards                            | Best Actress                                          | The Servant                                | Đề cử      |               |
| 2010 | 31st Blue Dragon Film Awards                      | Best New Actress                                      | The Servant                                | Đề cử      |               |
| 2010 | 31st Blue Dragon Film Awards                      | Popular Star Award                                    | The Servant                                | Đoạt giải  |               |
| 2010 | 26th Korea Best Dresser Swan Awards               | Best Dressed, Movie Actress category                  | —                                          | Đoạt giải  |               |
| 2011 | 47th Baeksang Arts Awards                         | Best Actress                                          | The Servant                                | Đề cử      |               |
| 2011 | 4th Korea Drama Awards                            | Special Award for Cable TV                            | I Need Romance                             | Đề cử      |               |
| 2011 | 4th Style Icon Awards                             | SIA's Discovery                                       | —                                          | Đoạt giải  |               |
| 2012 | 21st Buil Film Awards                             | Best Actress                                          | The Concubine                              | Đề cử      |               |
| 2012 | KBS Drama Awards                                  | Excellence Award, Actress in a Miniseries             | Haeundae Lovers                            | Đề cử      |               |
| 2012 | KBS Drama Awards                                  | Netizen Award, Actress                                | Haeundae Lovers                            | Đề cử      |               |
| 2012 | KBS Drama Awards                                  | Best Couple Award với Kim Kang-woo                    | Haeundae Lovers                            | Đề cử      |               |
| 2013 | SBS Entertainment Awards                          | Popularity Award                                      | Law of the Jungle in Caribbean/Maya Jungle | Đoạt giải  |               |
| 2014 | 23rd Buil Film Awards                             | Best Supporting Actress                               | Obsessed                                   | Đề cử      |               |
| 2014 | 34th Korean Association of Film Critics Awards    | Best Supporting Actress                               | Obsessed                                   | Đoạt giải  |               |
| 2014 | 51st Grand Bell Awards                            | Best Supporting Actress                               | Obsessed                                   | Đề cử      |               |
| 2014 | 35thBlue Dragon Film Awards                       | Best Supporting Actress                               | Obsessed                                   | Đề cử      |               |
| 2015 | 6th KOFRA Film Awards                             | Best Supporting Actress                               | Obsessed                                   | Đoạt giải  |               |
| 2015 | 51st Baeksang Arts Awards                         | Best Supporting Actress                               | Obsessed                                   | Đề cử      |               |
| 2015 | SBS Drama Awards                                  | Excellence Award, Actress in a Miniseries             | Divorce Lawyer in Love                     | Đề cử      |               |
| 2016 | KBS Drama Awards                                  | Best Actress in a One-Act/Special/Short Drama         | Babysitter                                 | Đoạt giải  |               |
| 2017 | KBS Drama Awards                                  | Excellence Award, Actress in a Mid-length Drama       | Perfect Wife                               | Đoạt giải  |               |
| 2017 | KBS Drama Awards                                  | Netizen Award, Actress                                | Perfect Wife                               | Đề cử      |               |
| 2019 | KBS Drama Awards                                  | Top Excellence Award, Actress                         | Woman of 9.9 Billion                       | Đoạt giải  | [ 16 ]        |
| 2019 | KBS Drama Awards                                  | Excellence Award, Actress in a Miniseries             | Woman of 9.9 Billion                       | Đề cử      |               |
| 2019 | KBS Drama Awards                                  | Netizen Award, Actress                                | Woman of 9.9 Billion                       | Đề cử      |               |
| 2019 | 24th Chunsa Film Art Awards                       | Best Actress                                          | Parasite                                   | Đoạt giải  | [ 7 ]         |
| 2019 | 40th Blue Dragon Film Awards                      | Best Actress                                          | Parasite                                   | Đoạt giải  | [ 17 ] [ 18 ] |
| 2019 | 28th Buil Film Awards                             | Best Actress                                          | Parasite                                   | Đề cử      | [ 19 ]        |
| 2019 | New Mexico Film Critics                           | Best Supporting Actress                               | Parasite                                   | Đoạt giải  | [ 20 ]        |
| 2019 | IndieWire Critics Poll                            | Best Supporting Actress                               | Parasite                                   | 15th place | [ 21 ]        |
| 2019 | Chicago Film Critics Association Awards           | Best Supporting Actress                               | Parasite                                   | Đề cử      |               |
| 2020 | 25th Critics Choice Awards                        | Best Acting Ensemble                                  | Parasite                                   | Đề cử      | [ 22 ]        |
| 2020 | 26th Screen Actors Guild Awards                   | Outstanding Performance by a Cast in a Motion Picture | Parasite                                   | Đoạt giải  | [ 23 ]        |
| 2020 | 56th Baeksang Arts Awards                         | Best Actress                                          | Parasite                                   | Đề cử      | [ 24 ]        |